# Through Glass
A Through Glass a Stone Sour második, Come What(ever) May címre keresztelt lemezéhez kiadott első kislemez, mely tartalmaz kettő, az albumról lemaradt dalt (Fruitcake, Suffer), valamint a Through Glass dal mellett a számhoz készült videót is.

## Számcímek
1. Through Glass (edit)
2. Fruitcake
3. Suffer
4. Through Glass (Video)

## Külső hivatkozások
- A zenekar hivatalos weboldala